# Belaasjorsk
Belaasjorsk (belarussisch Белаазерск, russisch Белоозёрск) ist eine Stadt in der Breszkaja Woblasz im Westen von Belarus mit 11.115 Einwohnern (Stand: 1. Januar 2021).

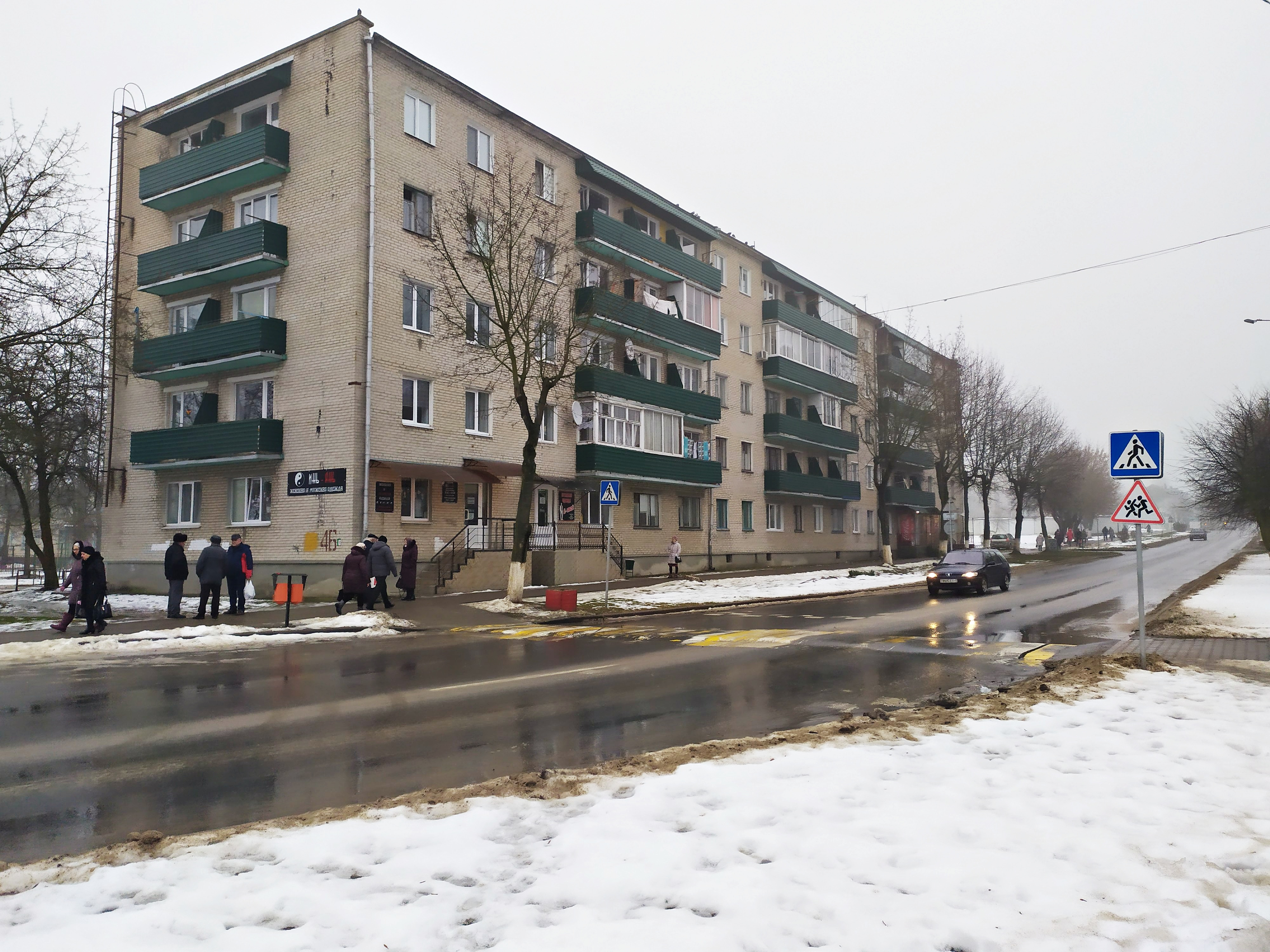
Straße in Belaasjorsk

## Persönlichkeiten
- Nina Matyas (Ніна Іосіфаўна Мацяш; 1943–2008), belarussische Dichterin und Übersetzerin.[3]